# هارون بغراخان
هارون بغراخان، هو  شهاب الدولة وظهير الدعوة أبو موسى حسن (أو هارون) ابن سليمان بغراخان حاكم الجزء الغربي للدولة القراخانية، كان حكمه اسميا في عهد حاكم الدولة القراخانية علي أرسلان خان، لكنه مستقل بحكم الواقع. وهو حفيد ستوق بغرا خان من خلال ابنه الثاني سليمان خان. أصبح مؤسس الفرع الحسني لعائلة القراخانية.